# Dov Freiberg
Dov Freiberg, auch Berek Freiberg genannt, (* 15. Mai 1927 in Warschau, Polen; † 26. März 2008 in Ramla, Israel) war Inspekteur in einer Maschinenfabrik. Er kam am 15. Mai 1942 mit etwa 1.000 anderen jüdischen Personen von Krasnystaw in das Vernichtungslager Sobibor. Freiberg sagte als Zeuge im Eichmann-Prozess aus. Seine Erinnerungen im Vernichtungslager veröffentlichte er in Buchform. Er ist einer von 47 Überlebenden des Vernichtungslagers.

## Lager und Flucht
Freiberg wurde bei seiner Ankunft auf der Rampe am Lager als Arbeitshäftling ausgesucht und musste zuerst Abfallgruben ausheben, war Schuhputzer der Trawniki-Männer und später Friseur. Er konnte beim Aufstand von Sobibór fliehen. Freiberg schloss sich auf der Flucht nach dem Aufstand mit Semjon Rosenfeld, der als sowjetischer Soldat zusammen mit Alexander Petscherski ins Lager gekommen war, zusammen. Sie versteckten sich zunächst in einer Höhle im Wald, da sich kriminelle Banden und SS-Männer in den Wäldern befanden. Später kamen sie bei einem Bauern unter. Freiberg und Rosenfeld hatten sich vor der Flucht Goldmünzen zugelegt und konnten so Essen erwerben und hatten damit eine Überlebenschance.

## Nach dem Aufstand
Von Freiberg wurde ein nicht autorisierter Bericht, den er Bluma Wasser in Łódź gab, veröffentlicht, dem er in Teilen widersprach. Er emigrierte nach Israel und wurde als Zeuge im Eichmann-Prozess gehört.

## Werk
Dov Freiberg: To Survive Sobibor. Jerusalem and New York. Gefen Publishing 2007. ISBN 978-965-229-388-6